# Орелець
Оре́лець — село у Снятинській міській громаді Коломийського району Івано-Франківської області. Населення — 795 осіб. 
Відповідно до Розпорядження Кабінету Міністрів України від 12 червня 2020 року № 714-р «Про визначення адміністративних центрів та затвердження територій територіальних громад Івано-Франківської області» увійшло до складу Снятинської міської громади.

## Географія
Село Орелець лежить на лівому березі Пруту та його притоки Орелець, за 10 км від районного центру, 9 км від залізничної станції Заболотів, 90 км від Івано-Франківська. Площа нас. пункту – 250,20 га. 

## Назва
Топонім походить від назви р. Орелець, яка є, можливо, демінутивним до Орель. Назва Орель тюркського походження із значенням "кут". Територія краю була колись багата лісами, гніздилось багато птахів, зокрема орлів. Звідси, вважають старожили, пішла назва села.

## Історія
Першофіксується 1373 року (згадане в грамоті князя Володислава Опольського про надання села Орелець власнику Ходку Лойовичу). За даними львівського краєзнавця А.Шнайдера, у середині XVI століття (станом на 1564 р.) поселення належало шляхетській родині Мєлєцьких і мало статус містечка.
У другій половині ХІХ ст. - село Снятинського повіту Королівства Галичини і Володимирії, власність роду Задуровичів. Численність населення станом на 1880-і рр. - 730 осіб (674 греко-католики, 56 римо-католиків).
Невеличке село Орелець - одне із багатьох сіл Західної України, лежить на північному березі Прута. Через село проходить державний шлях з Коломиї до Снятина. Границі: На сході Тулова, на заході село Вовчківці, на півдні- річка Прут. На півночі - село Задубрівці. Село здається нічим не примітне та вражає своєю мальовничістю і красою. Особливо в буянні весняного різноцвіту - хати немов би потопають в зелені.
В центрі села стоїть церква Святого Миколая. Дерев'яна, побудована і посвячена 1864року. В той час було віруючих греко католиків 1258 ,євреїв -109, латинників - 262. Свідчить Львівська архівна довідка за № 242 та Івано-франківська архівна довідка за №44-4-5. Церква побудована громадою села, далеко видніється баня з виблискуючим хрестом. В долині, буквально якихось п'ятдесят метрів від церкви, біля річки, яка також має назву Орелець колись пан мав винокурню (гуральню), а його маєток знаходився на горі Северинівській, над самою скалою.
Отже, у долині ,де була винокурня, з ініціативи Огерука Василя Васильовича та Гавдуника Миколая Дмитровича у 1989 році силами громади села був зроблений невеличкий парк, висипана могила Тарасу Григоровичу Шевченку, та поставлений його бюст. Того року було відновлено хрест. Це хрест тверезості, де наші прадіди складали присягу, що більше не будуть вживати алкоголю. Поруч висипано могилу січовим срільцям на пам'ять нашим односельчанам, які віддали своє життя за волю України в 1917-1919 роках. А за кілька сотень метрів в самісіньким центрі села, сільська гордість - Читальня. Теж, як і церква, вона побудована силами громади. Від читальні - три дороги: на південь веде дорога до річки Прут, друга - на схід до села Тулова, а третя на північ до державної дороги Н-10. На півночі біля дороги розташований цвинтар, де спочивають наші односельчани. Біля цвинтаря пам'ятник нашим односельчанам, які загинули у Другу Світову війну. А на самім цвинтарі висипана могила - пам'ятка про скасування панщини. Далі по при дорогу висипана могила пам'ять нашим односельчанам, які боролися в лавах ОУН-УПА і віддали своє життя за волю України. 
Старенький та часом норовистий Прут, омиває село з полудневого боку. Береги річки густо заросли кущами луговини, над якими височіють стрункі тополі. Яскраво червоним вогнем палахкотить гордість України - червона калина, й вторують своїм вогнем і кущі шипшини та горобини, що яскравими китицями розвіялися по всьому лузі. Територія краю була колись багата лісами, і це не дивно,  адже поблизу протікали повноводні ріки та була достатня кількість вологи. Колишні ліси брали початок від гирла ріки Чорнява. В лісах розводилась дичина. На лівому і правому берегах Прута гніздилося багато птахів, зокрема орлів. Звідси, як вважають старожили, пішла назва села Орелець, а згідно іншої версії від тюркського слова «ерель», що означає «кут» тим самим характеризуючи звивистість річки.
На околиці села знайдено бронзовий наконечник від списа пізньої доби.
Перша згадка про Орелець в документі від 15.11.12.1373 року, у котрому Владислав князь Опольскі надав Ярославу Ходкові Лойовічові, як ленне право різні добра, між якими згадується село Орелець, яке граничить із селом Видинів, що рівно ж надається тому ж Ходкові. Акти городські і земські, том 5. ст.38до40. Словник географічний, том7. ст.578. У 1558 році 1592 роках населений пункт мав міський статус, хоча завжди був невеликим поселенням. У 1781 році тут нараховувалось 33 домогосподарств, а в 1890 року 173, 1900 року 186, 1921 року 231,1931 року домогосподарств.
Вісник пошт і телеграфів Львів 1910 року подає, що в тому часі в селі Орелець 1088 мешканців. Власника посілостей вже немає, а є Краєве товариство «Кредитове». Вісник урядовий міст і сіл. Варшава 1933 року подає що на день першого квітня 1932 року площа, яку займав Орелець становила 10.72 кілометрів квадратних, ужитків було тоді 9.68 кілометрів квадратних. На 30.12.1921 року було 231 будинків. На 12.12 1931 року було їх 248. На 12.1921 року було мешканців 991 особа. На 09.12.1931 року було 1014. 
В 1910 році «Вісник Львів» подає: Школа в селі Орелець-двокласова, українська. До культурних установ в селі треба зарахувати в першу чергу-школу яка багато причинилася до поглиблення знання, а також заслужилася в напрямі піднесення рівня культурного поширення та поглиблення національної свідомості. До перших учителів належить Наталка Кропильницька-Лотоцька, яка не тільки була доброю учителькою, свідомою свого покликання але й на громадській ниві не відставала. Співала в учительському хорі, який мав добру славу.
Вчителював також Михайло Керницький перед тим, як прийшов на Балки-Снятин. Славетний педагог, директор школи Семен Фодчук, який дружив із Равлюком Василем. Разом співпрацювали на просвітянській ниві. Вчили дітей патріотично-виховних пісень.
Равлюк Василь Тимофійович народився 7 вересня 1872 року-помер 5 січня 1954 року. Він був директором школи в селі Вовчківці. В1905 році за його ініціативи було засноване фахове учительське товариство. Взаємна поміч Галицьких, Буковинських учителів, відділ окружний у Снятині, якого він був головою, аж до першої Світової війни.
В 1908 році його заходами засновано філію «Просвіти» у Снятині і знову його обрано головою. На цьому посту працює довгі літа.
Він виступав по селах з промовами на Шевченкових і Франкових святах. По закінченню Світової війни, з настанням української влади, вчительство його обирає шкільним інспектором, як одного з найкращих педагогів. В той час існувала читальня «Просвіта», яка на жаль у звітну каденцію 1910 року не прислала свого звіту, а іншої статистики не можна було одержати. І Є важно подати про неї де що із діяльності. Найбільш діяльним був театральний рух, якого підсилив театр Степняка і який продовжив Курилик. Вистави увінчалися великим успіхом. Молодь в Орельці грала в шахи. Були досить добрі гравці, які грали навіть з професійними і часто вигравали. Союз Українок, вечорниці. У Снятинській читальні, або в селах Белелуя чи Орельці, де були пригожі старі двори з великою залою до танців. До цього треба додати, що в Орельці було таке пристановище у дворі Мацілинських. Мацілинський охоче допомагав студентству та молоді.
Родина Мацілинських появилася в Орельці в 1908 році. Голова сім'ї Мацілинський, фармацевт за фахом, який народився в 1874 році. З дружиною Богуславою, дочкою Юліаною та Марією з Кобилянських та Охримовичів із однорічним сином Омельяном переїхали до Орельця із села Струтинь, що біля міста Золочів на Львівщині. Купивши просторий двір в Орельці, що знаходився недалеко границі з селом Тулова. Південним своїм краєм двір займав гору, недалеко від Прута, а під горою був великий сад, що простягався майже до лівого берега річки Прут. В той час це був єдиний такий сад у селі. В 1880 року власником двору був Богдан Задурович. Пізніше його землі відійшли до «Крайового товариства» «Кредитового», де були куплені маєтність Мацілинських. У Євгена Мацілинського було чотири сини. Омелян, про якого згадувалося та ще три сини, які народились вже в Орельці.  Констянтин, 1911 року, Остап, 1914 року, член ОУН, розстріляний більшовиками, і Демян «Дамчик». Остап загинув в нерівному бою із більшовиками. Оточений енкаведистами, він
відбивався з двох пістолетів. Надії на порятунок не могло бути. То був бій за мужню і гідну смерть. Ранений кількома кулями, але сильний організм залізні м'язи і незламна воля не піддаватися смерті. З вистріляними до останніх набоїв пістолетами, з останніх сил кинувся в рукопашний бій, у якому загинув.
Демян «Дамчик»був вязень польської тюрми, теж за участь в ОУН.
В Мацілинських була також менша сестра Оленка, яка любила бавитись у дворі на гойдалці куди запрошувала сільських дітей. Мацілинські покинули село в 1932 році, коли двір і поле було продано іншим людям. Через деякий час дім було розбито і на цьому місці виникли будинки і городи інших газдів.
В Орельці записано дуже багато пісенного матеріалу. Зіновій Лисько подає дев'ять пісень покладених на ноти. З того Станіслав Людкевич записав такі пісні:
«То напивси кум до куми»
«Бреди діду, бреди діду»
«Тай дала с моя нянько»
Є записана стародавня колядка «Ой в поли біла береза» від М.Лукенчука, 1890 року, яку за етнографічним збірником Володимира Гнатюка надрукував журнал «Снятин» ч.9.
Існує ще одна щедрівка записана в Орельці «Гой садом садом, за виноградом».
Село Орелець було багате на різні увірування. в Орельці вірили, що коли перед святом, або перед неділею влізе жаба до хати то це хтось наслав її на злі чари. «етн.збірник 5.249.»
В Орельці, коли надходила грозова хмара, клали перед порогом кочергу й лопату, що нею саджають хліб і надіялися, що вони їх порятують від грому. «етн.зб.244.»
В Орельці казали, коли кіт умивається правою лапкою - буде вітер, а лівою - буде дощ.
На Галицькому Підгірї казали: Котрий хлопець з малку любить облизувати макогін, той швидко полисіє. В Орельці говорили, коли жінка дев'ять раз розчісує волосся, то її чоловік помре. Озимий часник не можна садити в суботу, бо хтось із родини помре. Котра жінка садить часник по святому Дмитрі - помре хтось із родини.
Це тільки декілька прикладів багатої символіки увірувань, звичаїв, забобонного порядку в селі. Не дивно, що воно належить до найстарших сіл Снятинщини.
У 1914 році було засновано товариство «Січ», яке пробудило село і навчило селян громадській роботі. 1917-1919 роки боротьби Українських Січових Стрільців із більшовиками та поляками, де брали участь такі наші односельчани:
Петрук Василь Миколайович
Понцак Михайло
Грицанюк Михайло Федорович
Федорук Григорій Іванович
Федорук Василь Йосипович
Петрук Тимофій Григорович
Федорук Федір Тимофійович
Мамчур Андрій Ількович  
Федюк Андрій Дмитрович
Федюк Прокіп Іванович.

## Населення

### Мова
Розподіл населення за рідною мовою за даними перепису 2001 року:
| Мова       | Кількість | Відсоток |
| ---------- | --------- | -------- |
| українська | 794       | 99.87%   |
| російська  | 1         | 0.13%    |
| Усього     | 795       | 100%     |

## Сьогодення
На території села Орелець є загальноосвітня школа 1-2 ступенів, клуб, бібліотека, фельдшерсько-акушерський пункт, 2 церкви, 5 магазинів .
Нині тут 242 господарських двори. Церква св. Миколая побудована 1864 року. У селі 3 каплиці, хрести тверезості, на пам’ять про відкриття церкви, на відзначення 100-ліття хрещення України, могили січових стрільців та воїнів УПА, обеліск воїнам Другої світової війни (1967 р.), пам’ятник Т. Г. Шевченку (1989 р.).
Народний дім, фельдшерсько-акушерський пункт, кафе з магазином, кафе "Альфа" від споживчого товариства "Запрутянське" роблять життя людей більш зручним.
Силами греко-католицької громади села побудована нова церква, діє загальноосвітня гімназія. В Орельці мешкав письменник Володимир Хронович (1890–1973), автор книг "Мамусине серце" (1961 р.), "Павло Богуш" (1970 р.).